# San Miguel, Bulacan
San Miguel là một đô thị hạng 1 ở tỉnh Bulacan, Philippines. Theo điều tra dân số năm 2007, đô thị này có dân số 138.839 người trong 24.111 hộ.

## Các đơn vị hành chính
San Miguel được chia thành 49 barangay.
| - Bagong Pag-asa - Balaong - Bantog - Bardias - Baritan - Batasan Bata - Batasan Matanda - Biak-na-Bato - Biclat - Buga - Buliran - Bulualto - Calumpang - Cambio - Camias | - Ilog-Bulo - King Kabayo - Labne - Lambakin - Magmarale - Malibay - Maligaya - Malumbay - Mandile - Masalipit - Paliwasan - Partida - Pinambaran - Poblacion - Pulong Bayabas | - Salacot - Salangan - San Agustin - San Jose - San Juan - San Vicente - Santa Ines - Santa Lucia - Santa Rita Bata - Santa Rita Matanda - Sapang - Sibul Spring - Tartaro - Tibagan - Tigpalas |